# Stazione di Akaigawa
La stazione di Akaigawa (赤井川駅?, Akaigawa-eki) è una stazione ferroviaria nel comune di Mori, in Hokkaidō, sulla linea principale Hakodate. Si trova a 31 km dal capolinea sud, la stazione di Hakodate.

## Struttura della stazione
La stazione è costituita da un fabbricato viaggiatori sprovvisto di personale e da due binari passanti.

## Stazioni adiacenti
- ■ Linea principale Hakodate: Ōnuma-Kōen - Akaigawa – Komagatake